# Molinos de Razón
Molinos de Razón es una localidad de la provincia de Soria, partido judicial de Soria,  Comunidad Autónoma de Castilla y León, España. Pueblo de la comarca de El Valle y La Vega Cintora que pertenece al municipio de Sotillo del Rincón

## Demografía
En el año 2000 contaba con 32 habitantes, concentrados en el núcleo principal, pasando a 29 en 2014. En 2025 la población ha disminuido a 11 habitantes.

## Historia
Sobre la base de los datos del Censo de Pecheros de 1528, en el que no se contaban eclesiásticos, hidalgos y nobles, se registra la existencia 26 pecheros, es decir unidades familiares que pagaban impuestos. Figura en el documento original escrito como Los Molinos de Raconcillo.
A la caída del Antiguo Régimen la localidad se constituye en municipio constitucional en la región de Castilla la Vieja, partido de Soria, que en el censo de 1842 contaba con 20 hogares y 78 vecinos. En 1989 se hizo la primera casa en Molinos de Razón después de 500 años.
A mediados del siglo XIX desparace como municipio integrándose en Sotillo del Rincón.
En 2025 es el pueblo más demandado del Valle de la mantequilla debido a su bajo número de habitantes.

## Lugares de interés
- Iglesia de San Vicente Mártir.
- Ermita de San José.

## Fiestas
- San Vicente Mártir (22 de enero).
- San Antonio (13 de junio).